# 怪奇!!幽霊スナック殴り込み!
『怪奇!!幽霊スナック殴り込み!』（かいき ゆうれいすなっくなぐりこみ）は2006年1月21日に公開された日本映画。

## 概要
杉作J太郎による、監督・脚本作品で、この作品が杉作の初監督作品にあたる。2006年に『任侠秘録 人間狩り』と2本立てで公開された。低予算の為、キャストには友情出演が多数である。
DVDは2006年にキングレコードより発売された。

## スタッフ
- 監督・脚本・撮影 - 杉作J太郎
- 音楽 - 柳家小春、ループホール、ファンク入道

## キャスト
- タナダユキ
- リリー・フランキー
- 島口哲朗（剣技衆かむゑ）
- 内藤研
- 鈴木一功
- 川勝正幸
- 古澤祐介（ゴキブリコンビナート）
- 田口敬
- DJオショウ（餓鬼レンジャー）
- モンロー
- 上本輝雄（男の墓場ニューフェイス）
- 横山剣（クレイジーケンバンド・本人役）
- 大槻ケンヂ
- 山田五郎
- DJ TAKI-SHIT
- 希和
- せきまさ
- 山田広野
- 篠本634
- 五島昌紀
- 高谷洋平
- 岩岡寿衛
- 有村昆
- 門田克彦
- 井上則人
- 手塚能理子
- 高木JETシン
- 伴ジャクソン
- ナイス橋本
- 浅川満寛
- 黒ゴマ♂
- 石熊勝巳
- 田原章雄
- 奥平イラ
- 能地祐子
- 漁港
- 安斎肇
- みうらじゅん
- 杉作J太郎